# Between the Buried and Me
Between the Buried and Me – zespół wykonujący szeroko pojętą muzykę heavymetalową. Pochodzi z Raleigh w Karolinie Północnej.

## Dyskografia
| Between the Buried and Me        | - Data: 30 kwietnia 2002 - Wydawca: Lifeforce Records      | –   | –  |                 |
| The Silent Circus                | - Data: 21 października 2003 - Wydawca: Victory Records    | –   | –  |                 |
| Alaska                           | - Data: 6 września 2005 - Wydawca: Victory Records         | 121 | –  |                 |
| The Anatomy Of                   | - Data: 13 czerwca 2006 - Wydawca: Victory Records         | 151 | –  |                 |
| Colors                           | - Data: 18 września 2007 - Wydawca: Victory Records        | 57  | –  |                 |
| The Great Misdirect              | - Data: 27 października 2009 - Wydawca: Victory Records    | 36  | –  | - USA: 13 tys.+ |
| The Parallax II: Future Sequence | - Data: 9 października 2012 - Wydawca: Metal Blade Records | 22  | –  | - USA: 17 tys.+ |
| Coma Ecliptic                    | - Data: 10 lipca 2015 - Wydawca: Metal Blade Records       | 12  | 53 | - USA: 18 tys.+ |
| Automata I                       | - Data: 9 marca 2018 - Wydawca: Sumerian Records           |     |    |                 |
| Automata II                      | - Data: 13 lipca 2018 - Wydawca: Sumerian Records          |     |    |                 |
| „–” album nie był notowany.      |                                                            |     |    |                 |

## Nagrody i wyróżnienia
| Rok  | Kategoria             | Nagroda                     | Uwagi     |
| ---- | --------------------- | --------------------------- | --------- |
| 2010 | Best Underground Band | Revolver Golden Gods Awards | Nominacja |